# 中华人民共和国第一商业部
中华人民共和国第一商业部是曾經存在於第一届中华人民共和国国务院的一個部。设在北京市西城区砖塔胡同。

## 历史
1958年2月11日，第一届全国人大第五次会议通过《关于调整国务院所属组织机构的决定》，把中华人民共和国商业部改为第一商业部。 为了适应国家商业管理体制的下放和更好地统一管理商业工作，1958年9月11日第一届全国人大常委会第一百零一次会议决定将第一商业部、第二商业部合并为中华人民共和国商业部。

## 历任领导
- 部长陈云（中共中央副主席、国务院副总理兼财政经济委员会主任）
- 副部长 姚依林（主持工作）